# Trauma vicario

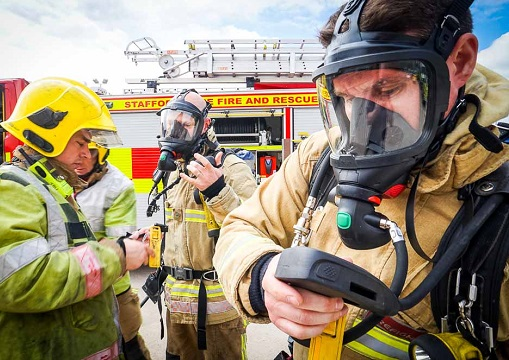
Vigili del fuoco - un esempio di professione a rischio di trauma vicario

Il trauma vicario è un fenomeno che deriva dal coinvolgimento empatico tra chi svolge una professione d'aiuto e coloro che sono effettivamente vittime di un trauma in prima persona; si tratta quindi di un'esposizione indiretta a un evento traumatico altrui, che però causa un cambiamento in negativo degli schemi cognitivi e delle credenze del soccorritore rispetto al proprio lavoro e alla realtà. È rilevante sottolineare che la traumatizzazione vicaria non è necessariamente dovuta al trauma in sé, ma piuttosto alla relazione d'aiuto, basata su empatia e immedesimazione, che si instaura tra vittima e soccorritore in situazioni drammatiche e ad alto impatto emotivo. Dunque, coloro che sono esposti al rischio di trauma vicario sono tipicamente professionisti e volontari quali soccorritori, terapeuti e personale socio-sanitario. 

## Storia del concetto
Il concetto di traumatizzazione vicaria è stato introdotto per la prima volta da McCann e Pearlman nell’ambito della Teoria Costruttivista dello Sviluppo del Sé (Constructivist Self Development Theory – CSDT). La CSDT cerca di integrare le teorie psicoanalitiche con le teorie cognitive della Social Cognition, allo scopo di creare una cornice dinamica per comprendere le esperienze dei sopravvissuti a eventi traumatici e di chi si prende cura di loro. Questa teoria si basa sul presupposto che ogni individuo costruisca e modifichi il proprio schema cognitivo per poter capire al meglio gli eventi che accadono nella realtà che lo circonda: quando, per esempio, un terapeuta incomincia a seguire un paziente traumatizzato, per adattamento cognitivo il suo sistema di credenze cambia. Tutto questo può essere imputato ai neuroni specchio che, quando entriamo in relazione con qualcuno, permettono di comprendere ciò che egli sta vivendo, fino a condividerne la natura e l’intensità.

## Somiglianze e differenze rispetto ad altre patologie
Il concetto di trauma vicario è in larga parte sovrapponibile a quelli di "stress traumatico secondario" e "compassion fatigue". È importante però non confonderlo con quello di sindrome da burnout, che indica piuttosto una condizione di spossamento, logoramento e insoddisfazione nel proprio lavoro, dovuto però alla percezione di un carico eccessivo che perdura per un lungo periodo di tempo; la sindrome da burnout, quindi, può colpire indipendentemente dalla professione e dall'esposizione indiretta a situazioni traumatiche.

## Sintomatologia
Benché nel trauma vicario l’esposizione all’evento traumatico sia indiretta, la tipologia di sintomi che ne consegue è la stessa riscontrabile in un quadro clinico di disturbo da stress post-traumatico. Gli individui possono rispondere alla traumatizzazione vicaria in molti modi diversi, ma possono essere individuate cinque categorie sintomatologiche principali. 

### Sintomi fisici
Possono includere sensazioni di perdita, tristezza e ansia. Alcuni soggetti possono diventare irritabili o rabbiosi, frequentemente distratti, o sperimentare sbalzi d'umore e cambiamenti nell'umorismo. Un'altra sensazione comune è quella di sentirsi costantemente non al sicuro.

### Sintomi comportamentali
Possono includere tendenza all'isolamento, un aumento nel consumo di alcolici o di sostanze stupefacenti, un'alterazione delle abitudini alimentari e difficoltà nel dormire. Inoltre, i soggetti vittima di un trauma vicario possono sentire la necessità di correre dei rischi, smettere di rispettare i propri impegni, evitare le altre persone e fare fatica a tenere separata la propria vita personale da quella lavorativa. 

### Sintomi fisiologici
Possono comparire, per esempio, sotto forma di mal di testa, sfoghi cutanei, ulcere e bruciore di stomaco.

### Sintomi cognitivi
Possono apparire sotto forma di cinismo e negatività, oppure di una difficoltà nel concentrarsi, ricordare o prendere decisioni nella vita di tutti i giorni.

### Sintomi spirituali
Possono includere una perdita di speranza, una diminuzione della percezione dell'importanza dei propri scopi, e una sensazione di essere sconnessi dal resto del mondo. Le vittime potrebbero non vedere più un senso nella propria vita, sentirsi inutili, incapaci di amare o non meritevoli di essere amati.

## Misure preventive
Per evitare la traumatizzazione vicaria è fondamentale mantenere un buon equilibrio tra vita professionale e vita personale: svago, amicizie, cura della persona e qualche hobby sono ritenuti utili affinché il lavoro non estranei un individuo dalla realtà e ne indebolisca il senso di identità personale. Inoltre, è di fondamentale importanza mantenere un rapporto di collaborazione, dialogo e sostegno tra colleghi, per ridurre la sensazione di isolamento. Infine, chiunque svolga una professione a rischio di trauma vicario dovrebbe avere informazioni su questa patologia, anche solo per identificarne velocemente i sintomi.